# Richard Croke
Richard Croke (1489-1558) (* 1489, † Londres, 29 de Agosto de 1558) foi erudito clássico, filólogo e professor de grego. Foi aluno de Erasmo de Rotterdam (1466-1536) e de Girolamo Aleandro (1480-1542), e na Universidade de Leipzig foi professor de Joachim Camerarius, o Velho (1500-1574), do teólogo Hieronymus Dungersheim (1465-1540) e do humanista Caspar Creuziger (1504-1548), sendo substituído por Petrus Mosellanus (1493-1524).

## Juventude e educação
Ele foi educado no Eton College. Ele obteve seu BA no King's College, Cambridge em 1510, e começou a viajar. Ele estudou grego com William Grocyn em Londres e Oxford, e depois com Erasmo e Aleander em Paris em 1511. Em 1514, ele foi chamado para a Universidade de Leipzig, onde permaneceu por alguns anos. Entre seus alunos estavam Joachim Camerarius, Hieronymus Dungersheim, que havia estudado com Croke em Dresden, e Caspar Creuziger. Ele foi substituído por Petrus Mosellanus. Quando jovem, ele foi identificado como um seguidor de Erasmo, que neste período estava construindo sua editio princeps do Novo Testamento em grego (Basiléia, 1516).

## Carreira
Ele foi chamado por John Fisher em 1519 para ensinar grego em Cambridge; estava suspenso desde a época de Erasmo (1511-1513), e ele foi o segundo professor de grego de Cambridge. Ele se tornou Orador Público em Cambridge em 1522, Fellow do St John's College, Cambridge em 1523, e Doutor em Divindade em 1524. Ele discutiu com Fisher sobre assuntos da faculdade no final dos anos 1520.
Em 1529 e 1530, ele atuou em nome de Henrique VIII na Itália, no caso do pretendido divórcio do rei de Catarina de Aragão; antes ele havia ensinado Henrique em grego. Croke mais tarde ensinou o duque ilegítimo de Richmond e Somerset, seu filho. Enquanto procurava advogados canônicos para apoiar o lado do argumento de Henry, ele também contatou humanistas (como Girolamo Ghinucci) e procurou manuscritos.
Em seu retorno à Inglaterra, ele em 1531 tornou-se vice-chanceler de Cambridge e vigário de Long Buckby, Nottinghamshire. Um ano depois, ele se mudou para a Universidade de Oxford.
Ele foi uma testemunha no julgamento de Thomas Cranmer em 1555.

## Publicações
- Decimus Magnus Ausonius (1515)
- Orationes Richardi Croci duos (1520)
- Tabula Annorum